# Mikey Walsh
Mikey Walsh es un escritor, columnista y activista gay británico, conocido por su serie de libros autobiográficos.

## Biografía
Walsh fue criado para ser un luchador a puño limpio de la comunidad gitana, pero siendo gay, se vio obligado a abandonar su familia y su cultura en 1996.
Walsh sufre de trastorno de ansiedad social, y se sabe que evita las apariciones públicas y las entrevistas debido a ello. Su última entrevista pública fue en 2011, para The Choice de BBC Radio 4 con Michael Buerk, en la que habló sobre su vida y lo que lo llevó a abandonar su cultura.
En 2014 y 2015, Walsh integró la lista de personas LGBT más influyentes del Reino Unido, elaborada por el periódico The Independent.
En la prensa española se ha señalado que su padre quiso matarle por ser gay.

## Libros
Gypsy Boy (2010), autobiografía debut de Walsh y best-seller en el Reino Unido. Publicado por Hodder & Stoughton UK y St. Martin's Press USA.
Gypsy Boy: On the Run (2011) segunda autobiografía de Walsh y secuela de Gypsy Boy, también un best-seller en el Reino Unido. Publicado por Hodder & Stoughton UK y St. Martin's Press USA.
Los audiolibros en inglés de ambos títulos fueron leídos por el propio Walsh y publicados por Audible.com.
El chico gitano - Mi vida en el mundo secreto de los gitanos romaníes por Mikey Walsh. Editorial Capitan Swing. ISBN: 978-84-949667-7-4

## Película
La adaptación cinematográfica del primer libro de Walsh, Gypsy Boy, está actualmente en desarrollo, producida por Bowery y Bond Films y el guion adaptado por James Graham. El director de X + Y, Morgan Matthews, está listo para dirigir, y Benedict Cumberbatch va a protagonizarla, interpretando al padre de Walsh.

## LGBT
Walsh fue filmado por primera vez para compartir el relato sobre su salida del clóset para el evento de invierno de la organización The Albert Kennedy Trust, de ayuda a los jóvenes LGBT sin techo que viven en las calles.
Walsh ha aparecido en la edición de Attitude, en el artículo "Gay Role Models" (modelos gay a seguir), y ha escrito varias columnas como escritor invitado en la revista Gay Times.